# Fortún Jiménez
Fortún Jiménez Bertandoña (? - 1534) va ser un navegant de la península ibèrica, el primer europeu a desembarcar a la península de Baixa Califòrnia. Tot i que es considera a Hernán Cortés com el descobridor d'aquesta península, en realitat el primer europeu que la va veure i hi va desembarcar fou Jiménez el 1534, tot i que sempre pensà que havia arribat a una illa.

## Exploració del Pacífic
Jiménez anava a bord de la Concepción, vaixell propietat d'Hernán Cortés, i que estava comandat pel capità Diego de Becerra. Aquesta era una de les dues naus que Hernán Cortés va enviar el 1533, poc després de la conquesta de Tenochtitlán, en un segon viatge d'exploració de la Mar del Sud. L'altra nau era la San Lázaro, comandada pel capità Hernando de Grijalva.
L'expedició va salpar de l'actual port de Manzanillo el 30 d'octubre de 1533. El 20 de desembre les naus es van separar: la San Lázaro, que s'havia avançat, va esperar en va la Concepción durant tres dies i en no veure-la es va dedicar a explorar l'oceà Pacífic, tot descobrint l'arxipèlag de les illes Revillagigedo. A bord de la Concepción el navegant i segon a bord, Fortún Jiménez, s'havia amotinat, assassinant el capità Diego de Becerra mentre dormia. No tingué contemplacions amb els fidels al capità, abandonant-los en les costes de Michoacán.

## Descobriment de la península
Fortún Jiménez va navegar cap al nord-oest seguint la costa i en algun moment va girar cap a l'oest fins a arribar a una afable badia, on en l'actualitat hi ha la ciutat i port de La Paz. Allà es pensà que havia arribat a una illa, quan en realitat es trobava a península de Baixa Califòrnia. La zona era habitada per indis que anaven mig despullats i parlaven una llengua desconeguda.
La tripulació va reaccionar forçant les dones i saquejant les seves propietats, on abundaven les perles que els natius extreien de la badia.
Fortún Jiménez i els acompanyants no van atorgar cap nom als indrets que van descobrir. Serien altres exploradors els que donarien nom als llocs visitats per Fortún Jiménez.

## Mort
L'abús de les dones per part de la tripulació, unit al saqueig al qual es van dedicar, van provocar un violent enfrontament amb els nadius que va acabar amb la mort de Fortún Jiménez i alguns dels seus companys. Els supervivents es van retirar i van aconseguir arribar fins a la Concepción. Després van navegar erràticament durant diversos dies fins a arribar a les costes de l'actual estat de Jalisco, on es van trobar amb els subalterns de Nuño Beltrán de Guzmán, que van requisar la nau i els van empresonar.